# Ekaterine Geladze
Ekaterine (Keke) Geladze (gruz. ეკატერინე (კეკე) გელაძე; ros. Екатерина Георгиевна Геладзе, Jekatierina Gieorgijewna Geładze; ur. 24 stycznia?/5 lutego 1858 w Ghambareuli k. Gori, zm. 13 maja 1937 w Tbilisi) – matka Józefa Stalina. 

## Życiorys
Urodzona w Ghambareuli na przedmieściach Gori w rodzinie należącej do Gruzińskiego Kościoła Prawosławnego. Jej ojciec, Glacha Geladze, zmarł młodo, a rodzina popadła wówczas w problemy finansowe. Pisania i czytania pomagała jej się uczyć matka. 
Wyszła za mąż za Besariona Dżughaszwilego w wieku 16 lat (niektóre źródła podają, że w wieku 14 lat). Dwoje jej pierwszych dzieci zmarło zaraz po narodzinach – Micheil w 1876 roku, a Giorgi rok później. Jej trzeci i ostatni syn, Józef, przyszedł na świat 18 (6 grudnia według kalendarza juliańskiego) 1878. 
Gdy Józef Stalin w latach 20. umacniał swoją pozycję w reżimie komunistycznym, umieścił swoją matkę w pałacu na Kaukazie, dawniej siedzibie namiestnika cara. Miała mieszkać w jednym małym pokoju, z którego pisała regularnie listy (po gruzińsku, nigdy nie opanowała dobrze rosyjskiego) do swojego syna i synowej.
Po rewolucji Stalin bardzo rzadko odwiedzał matkę. Opiekę nad nią powierzył Berii. Lekarz, który opiekował się nią w podeszłym wieku, N. Kipsidze, przytoczył relację jednego z ich spotkań. Jekaterina zapytana przez Stalina, dlaczego w dzieciństwie biła go tak mocno, odpowiedziała: To pozwoliło ci wyjść na ludzi. Po chwili zapytała: Józefie, kim ty dokładnie jesteś? Stalin bez chwili namysłu odpowiedział: Pamiętasz cara? Można powiedzieć, że ja jestem jak car. – Byłoby lepiej gdybyś został księdzem – odpowiedziała jego matka. Ekaterine Geladze zmarła 13 maja 1937 i została pochowana w Panteonie Mtacminda w Tbilisi.